# Карбид рутения
Карбид рутения — бинарное неорганическое соединение
рутения и углерода
с формулой RuC,
кристаллы.

## Получение
- Спекание рутения с избытком углерода:

{\displaystyle {\mathsf {Ru+C\ {\xrightarrow {2600^{o}C}}\ RuC}}}

## Физические свойства
Карбид рутения образует кристаллы
гексагональной сингонии, пространственная группа P 6m2, параметры ячейки a = 0,2908 нм, c = 0,2822 нм, Z = 1,
структура типа карбида вольфрама WC
.